# Herbert Döhring
Herbert Döhring (* 29. September 1913 in Paaris, Kreis Rastenburg, Regierungsbezirk Königsberg, Ostpreußen; † 23. Dezember 2001) war SS-Mitglied und von 1935 bis 1943 Hitlers Hausverwalter am Berghof (Obersalzberg, Berchtesgaden).

## Tätigkeiten
Döhring trat zum 1. März 1933 der NSDAP bei (Mitgliedsnummer 1.489.350). Seit 1934 der Leibstandarte SS Adolf Hitler in Berlin-Lichterfelde zugehörig, wechselte er 1935 zum etwa 30 Mann starken „Führerschutzkommando“. Dessen erste Aufgabe bestand darin, Hitler beim Reichsparteitag in Nürnberg 1935 im Hotel Deutscher Hof persönlichen Schutz zu bieten. 
Nach dem Reichsparteitag wurde Döhring nach Obersalzberg berufen, wo er zuerst im alten Haus Wachenfeld – das zu dieser Zeit unter dem Architekten Alois Degano in den späteren Berghof ausgebaut wurde – als Telefonist oder Wachposten arbeitete. Dann übernahm er die Bauüberwachung der Ausbauarbeiten. Hitler wohnte während der Umbauarbeiten im Gästehaus „Hoher Göll“, wenn er in Obersalzberg war. Schließlich wurde Döhring der Hausverwalter des großzügig ausgebauten Berghofs. 
Während seiner Arbeit am Berghof lernte Döhring seine spätere Frau Anna Krautenbacher kennen, die dort als Köchin beschäftigt war. Am 10. Dezember 1936 heirateten sie in Berchtesgaden. Die anschließende Hochzeitsfeier, an der auch Hitler teilnahm, fand im Berghof statt.
In den 1990er Jahren trat Döhring in einigen Fernsehdokumentationen über das „Dritte Reich“ und die SS auf. Ende der 1990er Jahre reiste er noch einmal an seinen ehemaligen Arbeitsplatz und war in einer Dokumentation über den Berghof zu sehen.

## Aussagen als Zeitzeuge
Döhring äußerte sich in einem Interview zu folgenden Sachverhalten:

### Kehlsteinhaus
Martin Bormann griff eine eher beiläufige Äußerung Hitlers auf und ließ auf dem Kehlstein das Kehlsteinhaus errichten. Laut Döhring war Hitler von diesem Plan nicht angetan, ließ dessen Verwirklichung aber zu, da er die Ausführenden nicht vor den Kopf stoßen wollte. So war nach Aussage Döhrings Hitler nur vier bis fünf Mal auf dem Berg. Es seien des Öfteren Besprechungen und Konferenzen im Kehlsteinhaus anberaumt gewesen, die Hitler jedoch immer wieder abgesagt habe.

### Flug von Rudolf Heß nach Großbritannien
Döhring behauptete, Gespräche Hitlers mit Dritten belauscht zu haben. So will er ein Gespräch Hitlers mit dessen Luftwaffenverbindungsoffizier Nicolaus von Below belauscht haben, in dem die Worte „Tiefflug“, „Nachtflug“ und „Blindflug unter höchster Ausnutzung des Geländes“ gefallen sein sollen. Da dies angeblich Wochen vor dem Flug von Rudolf Heß am 10. Mai 1941 geschehen sein soll, ist ein Zusammenhang mit diesem „Englandflug“ nicht erkennbar.

### Weiteres
Döhring äußerte sich auch darüber, ob Hitler und Eva Braun normalen sexuellen Verkehr miteinander hatten, ohne es jedoch – seiner eigenen Behauptung nach – tatsächlich zu wissen.
Der Einblick in die Haushaltsführung Hitlers, den Döhring ermöglichte, löst immer wieder Interesse an der vermeintlichen Sensation aus. In den wissenschaftlichen Werken von Fest oder Kershaw u. a. finden die Äußerungen Döhrings keine Erwähnung.
Döhrings auf YouTube verfügbares Zeitzeugeninterview 8 Jahre mit Hitler zählt mit über 4 Millionen Abrufen zu den meistgesehenen Zeitzeugeninterviews auf dieser Plattform. 

## Dokumente und Literatur
- Der Berghof – Hitler privat Teil 1, (DVD) (Zitat: „Herbert Döhring, ehemaliger Hausverwalter von Hitlers Alpendomizil schildert spannend und faktenreich seine Erlebnisse aus erster Hand.“) Quelle: ZeitReisen Verlag.
- Der Berghof – Hitler privat Teil 2, (DVD) (Zitat: „Döhring gibt Antworten auf Fragen der Zeitgeschichte, die bis heute ungeklärt sind: Was wußte Hitler vom Flug seines Stellvertreters, Rudolf Heß, nach England im Mai 1941?“) Quelle: ZeitReisen Verlag.
- Berlin – Obersalzberg (DVD) Interviewpartner Herbert Döhring – Bega-Film. (hier online)
- Wolfgang Zdral: Die Hitlers: Die unbekannte Familie des Führers, Campus Verlag, Frankfurt 2005, ISBN 3-593-37457-9.
- Kurt Kuch: „Bei Hitlers“ Zimmermädchen Annas Erinnerungen. Verlag Kleindienst, St. Andrä-Wördern 2003, ISBN 3-9501151-6-1.
- BEGA-Film, Aufnahme eines Zeitzeugeninterviews auf YouTube: https://www.youtube.com/watch?v=S3JfWwx-UiY